# Björn Johansson (ciclista)
Björn Olof Johansson (Vänersborg, 10 settembre 1963) è un ex ciclista su strada svedese.

## Palmarès

### Olimpiadi
- 1 medaglia:
  - 1 bronzo (Seul 1988 nella corsa a cronometro a squadre)